# مسلم ساليخوف
مسلم ماجوميدوفيتش ساليخوف (بالروسية: Мусли́м Магоме́дович Са́лихов؛ مواليد 9 يونيو 1984) هو مُقاتل فنون قتالية مختلطة روسي.

## وصلات خارجية
- مسلم ساليخوف على موقع يو إف سي (الإنجليزية)
- مسلم ساليخوف على موقع شيردوغ (الإنجليزية)
- مسلم ساليخوف على موقع Tapology.com (الإنجليزية)
- مسلم ساليخوف على موقع أوليمبيديا (الإنجليزية)
- مسلم ساليخوف على موقع IMDb (الإنجليزية)
- مسلم ساليخوف على موقع قاعدة بيانات الفيلم (الإنجليزية)